# William Rogers (Grafiker)

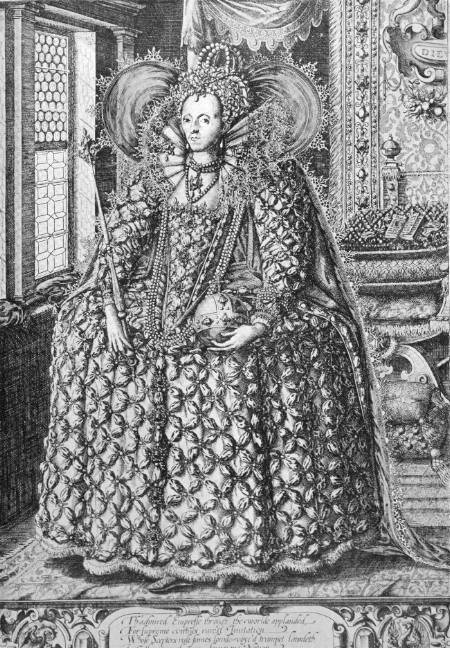
Porträt der Königin Elisabeth I. von William Rogers

William Rogers (* um 1545; † um 1605) war ein englischer Kupferstecher.
Rogers war der erste Engländer, der einen bedeutenden Beitrag zur Kunst der Graphik leistete. Wahrscheinlich erlernte er sein Handwerk in den Niederlanden. Er war wegen seiner Porträts und Titelbilder bekannt. Rogers schuf die Bildnisse vieler wichtiger politischer Persönlichkeiten seiner Zeit, wie Königin Elisabeth I. Tudor, Robert Devereux, 2. Earl of Essex und des französischen König Heinrich IV.